# Машлок
Машлок (рум. Mașloc) — село у повіті Тіміш в Румунії. Входить до складу комуни Машлок.
Село розташоване на відстані 403 км на північний захід від Бухареста, 31 км на північний схід від Тімішоари.

## Населення
За даними перепису населення 2002 року у селі проживали 835 осіб.
Національний склад населення села:
| Національність | Кількість осіб | Відсоток |
| -------------- | -------------- | -------- |
| румуни         | 689            | 82,5%    |
| українці       | 71             | 8,5%     |
| цигани         | 51             | 6,1%     |
| угорці         | 13             | 1,6%     |
| німці          | 11             | 1,3%     |

Рідною мовою назвали:
| Мова       | Кількість осіб | Відсоток |
| ---------- | -------------- | -------- |
| румунська  | 766            | 91,7%    |
| українська | 45             | 5,4%     |
| німецька   | 10             | 1,2%     |
| угорська   | 8              | 1,0%     |
| циганська  | 6              | 0,7%     |